# Jindřich II. Brabantský
Jindřich II. Brabantský (francouzsky Henri II de Brabant, 1207 – 1. února 1248, Lovaň) byl brabantský a dolnolotrinský vévoda, hrabě z Lovaně z dynastie Reginarovců.
Narodil se jako syn Jindřicha I. Brabantského a jeho první manželky Matyldy, dcery Matěje Alsaského. Před 22. srpnem 1215 byl oženěn s Marií, dcerou římského krále Filipa Švábského. Na jaře 1235 ovdověl a krátce poté zdědil po smrti svého otce vévodství. Podporoval svého synovce Viléma II. Holandského, který se ucházel o zvolení do funkce německého krále. Podruhé se oženil okolo roku 1240 s Žofií, dcerou Ludvíka IV. Durynského. Zemřel roku 1248 a byl pohřben v cisterciáckém klášteře Villers.